# Lachnophorus leucopterus
Lachnophorus leucopterus är en skalbaggsart som beskrevs av Louis Alexandre Auguste Chevrolat. Lachnophorus leucopterus ingår i släktet Lachnophorus och familjen jordlöpare. Inga underarter finns listade i Catalogue of Life.